# أوغو إيهوغو
أوغو إيهوغو (بالإنجليزية: Ugo Ehiogu) (3 نوفمبر 1972 في لندن - 21 أبريل 2017)، كان لاعب كرة قدم إنجليزي كان يلعب كمدافع. لعب خلال مسيرته 406 مباريات سجل خلالها 22 هدفاً. توفي في 21 أبريل عن عمر يناهز 44 إثر تعرضه لجلطة أثناء قيادته لتدريبات نادي توتنهام للشباب.

## مرحلة الشباب

### أندية لعب لها
- وست بروميتش ألبيون

## المسيرة الاحترافية

### أندية لعب لها
- وست بروميتش ألبيون
- أستون فيلا
- نادي ميدلزبره
- نادي رينجرز
- شيفيلد يونايتد

## روابط خارجية
- أوغو إيهوغو على موقع قاعدة بيانات كرة القدم.إي يو (الإنجليزية)
- أوغو إيهوغو على موقع ناشيونال فوتبول تيمز (الإنجليزية)
- أوغو إيهوغو على موقع Soccerbase.com (لاعب) (الإنجليزية)
- أوغو إيهوغو على موقع عالم كرة القدم.نت (الإنجليزية)